# Kasander (imię)
Kasander – imię męskie pochodzenia greckiego, gr. Κασσανδρος, Kassandros, złożone z członów kekasmai – „wyróżniający się” i anēr, d. andrós – „człowiek”.
Znane osoby noszące to imię: 
- Kassander, syn Antypatra, jeden z diadochów (dowódców wojsk Aleksandra III Wielkiego)

Żeński odpowiednik: 
- Kasandra